# NGC 5411
NGC 5411 ist eine Linsenförmige Galaxie mit aktivem Galaxienkern vom Hubble-Typ E/S0 im Sternbild Bärenhüter am Nordsternhimmel. Sie ist schätzungsweise 260 Millionen Lichtjahre von der Milchstraße entfernt und hat einen Durchmesser von etwa 110.000 Lichtjahren.
Im selben Himmelsareal befinden sich u. a. die Galaxien NGC 5416, NGC 5423, NGC 5424, NGC 5431.
Das Objekt wurde am 15. April 1883 von Ernst Wilhelm Leberecht Tempel entdeckt.